# 拉韋涅冰川
85°19′S 170°45′W / 85.317°S 170.750°W
拉韋涅冰川（英語：LaVergne Glacier）是南極洲的冰川，全長約13公里，從發源地向東流，最終在麥金利冰原島峰西南面注入利夫冰川，該冰川以美國海軍上尉命名。